# خالد بن مبارك آل شافي
خالد بن مبارك آل شافي ، هو إعلامي قطري ورئيس تحرير جريدة البننسولا اليومية الصادرة باللغة الإنجليزية في قطر.، وأستاذ مساعد في الإعلام والإتصال بجامعة قطر.
حاصل على الدكتوراه في الإعلام بمرتبة الشرف الأولى. وعمل خلال الفترة من 1991 وحتى 2009 في وكالة الأنباء القطرية متدرجا من محرر متدرب ثم محرر أول وصولاً إلى منصب مدير تحرير.
عين في عام 2009 مديراً لإدارة العلاقات العامة والإتصال في وزارة الأعمال والتجارة القطرية، وقد انتقل منها إلى وزارة الخارجية القطرية ليتولى منصب الخبير والمسؤول الإعلامي في مكتب وزير الدولة للشؤون الخارجية. ومن ثم أصبح نائباً لرئيس البعثة القطرية والقائم بالاعمال بمملكة تايلاند.
كما انتقل للعمل مستشارا إعلاميا بالمؤسسة القطرية للإعلام، وتولى رئاسة تحرير جريدة البننسولا بالإنابة في سبتمبر 2015 إلى أن عُين رئيسا لتحريرها في مطلع أبريل 2016.
له العديد من المقالات السياسية والمحلية في الصحافة القطرية وعدد من المقابلات التلفزيونية والإذاعية المحلية والدولية.